# Pseudozonaria robertsi
Pseudozonaria robertsi is een slakkensoort uit de familie van de Cypraeidae. De wetenschappelijke naam van de soort is voor het eerst geldig gepubliceerd in 1906 door Hidalgo.